# Opisthacantha citreicoxa
Opisthacantha citreicoxa är en stekelart som först beskrevs av Alan Parkhurst Dodd 1920.  Opisthacantha citreicoxa ingår i släktet Opisthacantha och familjen Scelionidae. Inga underarter finns listade i Catalogue of Life.